# 1980 en sport automobile
Chronologie du Sport automobile
1979 en sport automobile - 1980 en sport automobile - 1981 en sport automobile

## Les faits marquants de l'année1980enSport automobile
- Alan Jones remporte le Championnat du monde de Formule 1 au volant d'une Williams-Ford.
- Deuxième et dernière saison du Championnat BMW M1 Procar, remportée par Nelson Piquet.

## Par mois

### Janvier
- 13 janvier, (Formule 1) : Grand Prix automobile d'Argentine. Alain Prost termine sixième de son premier Grand Prix sur une McLaren Cosworth.
- 27 janvier, (Formule 1) : Grand Prix automobile du Brésil.

### Février
- 17 février : arrivée du Rallye de Suède.

### Mars
- 3 mars, (Formule 1) : Grand Prix automobile d'Afrique du Sud.

### Avril
- 7 avril (Rallye automobile) : arrivée du Rallye Safari.
- 8 avril (Formule 1) : Grand Prix automobile de la côte Ouest des États-Unis.

### Mai
- 4 mai (Formule 1) : Grand Prix automobile de Belgique.
- 18 mai (Formule 1) : Grand Prix automobile de Monaco.
- 29 mai (Rallye automobile) : arrivée du Rallye de l'Acropole.

### Juin
- 14 juin : départ de la quarante-huitième édition des 24 Heures du Mans.
- 15 juin : victoire de Jean Rondeau et Jean-Pierre Jaussaud aux 24 Heures du Mans.
- 24 juin (Rallye automobile) : arrivée du Rallye d'Argentine.

### Juillet
- 1er juillet (Formule 1) : Grand Prix automobile de France.
- 13 juillet (Formule 1) : Grand Prix de Grande-Bretagne.

### Août
- 10 août (Formule 1) : Grand Prix automobile d'Allemagne.
- 17 août (Formule 1) : Grand Prix automobile d'Autriche.
- 31 août :
  - (Rallye automobile) : arrivée du Rallye de Finlande.
  - (Sport automobile) : le Brésilien Nelson Piquet (Brabham-Ford Cosworth) remporte sur le circuit de Zandvoort la 2e victoire de sa carrière en Formule 1 en s'imposant lors du GP des Pays-Bas devant les Français René Arnoux (Renault, 2e) et Jacques Laffitte (Ligier-Ford Cosworth, 3e).

### Septembre
- 14 septembre (Formule 1) : Grand Prix automobile d'Italie.
- 17 septembre (Rallye automobile) : arrivée du Rallye de Nouvelle-Zélande.
- 28 septembre (Formule 1) : Grand Prix automobile du Canada.

### Octobre
- 5 octobre (Formule 1) : Grand Prix automobile de la côte Est des États-Unis.
- 11 octobre (Rallye automobile) : arrivée du Rallye Sanremo.
- 25 octobre (Rallye automobile) : arrivée du Tour de Corse.

### Novembre
- 19 novembre (Rallye automobile) : arrivée du Rallye de Grande-Bretagne.

### Décembre
- 14 décembre (Rallye automobile) : arrivée du Rallye de Côte d'Ivoire.

## Naissances
- 13 janvier : María de Villota Comba, pilote automobile espagnole, pilote d'essai chez Marussia F1 Team. († 11 octobre 2013).
- 19 janvier : Jenson Button, pilote automobile britannique de Formule 1.
- 31 janvier : Nick Leventis, pilote automobile anglais.
- 26 mars : Darryl O'Young, pilote automobile hongkongais.
- 13 juin : Markus Winkelhock, pilote automobile allemand.
- 29 juin : James Courtney, pilote automobile australien.
- 7 juillet : Eddie MacDonald, pilote  de stock-car américain.
- 12 juillet : Katherine Legge, pilote automobile anglaise.
- 19 juillet : Giorgio Mondini, pilote automobile suisse.
- 31 juillet : Mikko Hirvonen, pilote automobile (rallye) finlandais.
- 2 septembre : Hiroki Yoshimoto, pilote automobile japonais.
- 11 septembre : Antônio Pizzonia, pilote automobile brésilien de Formule 1, ayant disputé 20 Grands Prix de 2003 à 2005.
- 4 octobre : Sarah Fisher, pilote automobile américaine courant en IndyCars séries.

- 5 novembre : Jaime Camara, pilote automobile brésilien.
- 6 novembre : Margot Laffite, pilote automobile et animatrice de télévision française.

- 22 novembre : Frédéric Makowiecki, pilote automobile français.

## Décès
- 20 mai :  Francesco Severi, pilote automobile italien, (° 28 mai 1907).
- 1er juin : Ali Sipahi, pilote de rallye turc
- 18 juin : Cliff Bergere, pilote automobile américain, cascadeur de profession, (° 6 décembre 1896).

- 1er août : Patrick Depailler, 35 ans, pilote automobile français (° 9 août 1944).
- 6 décembre : Charles Georges Deutsch, ingénieur français en aérodynamique et dans le domaine de l'automobile. (° 6 septembre 1911).